# 劉毅 (西晉)
劉毅（216年—285年），字仲雄，東萊郡掖縣人。西漢城陽王劉章的後代，曹魏及西晉官員。劉毅公正剛直，喜歡評論人物，後來任官更多次彈劾大小官員，又提議廢除九品中正制。劉毅更曾直諫晉武帝賣官入私門，連東漢時期的漢桓帝都比不上。

## 生平

### 善核官員
劉毅少有孝行，亦磨煉出高潔的節操，更喜歡評論人物，於是令王公大臣和顯貴的人物見劉毅的行動都感到畏懼。後來劉毅僑居平阳郡，獲當時的平陽太守杜恕請為功曹。劉毅在任內裁汰表現不好的百多名郡吏，受到當時人們的稱許。
曹魏末年，劉毅被東萊郡察孝廉，被辟命為司隸校尉的都官從事。因此職職責為舉報犯法的官員，而且又因劉毅的名氣，都此到任時「京邑肅然」。後來劉毅意圖彈劾河南尹，遭司隸校尉阻止而憤而棄官離去。及後同郡的王基舉薦劉毅，於是獲太常鄭袤推舉為博士。

### 被逼歸晉
曹魏景元四年（263年）司馬昭受命升任相國，以劉毅為相國掾，而劉毅卻以患病為由推辭，很久以後都沒有到任。雖然當時人們都稱這是劉毅忠於魏室之舉，但卻觸怒了司馬昭，更要處劉毅極刑。劉毅在恐懼之下被逼應命，後轉主簿。
泰始元年（265年），西晉建立，遷任尚書郎、駙馬都尉，後遷任散騎常侍、國子祭酒，又因忠誠正直而被晉武帝命其掌諫官。後歷任城門校尉、太僕和尚書等職。劉毅後一度因事而被免職，但於咸寧初年又任散騎常侍、博士祭酒。

### 京師肅然
咸寧四年（278年），劉毅遷司隸校尉，糾舉在京師的豪族，令「京師肅然」。而當時司州轄下很多官員都因劉毅而棄官，當時人於是以劉毅比擬漢代諸葛豐和蓋寬饒。當時劉毅認為太子鼓吹隊伍在太子入朝時奏著樂要進入東掖門是不敬行為，於是在門外阻止並彈劾東宮保傅以下的東宮官員。劉毅更彈劾驕侈而數度犯法的晉武帝寵臣羊琇，並奏請判羊琇死刑。晉武帝於是派司馬攸私下求情，劉毅雖然答應，但另一方面都官從事程衞卻入中護軍的軍營收捕羊琇屬官，並從他們口中得知羊琇所犯的種種罪行，告訴劉毅並由劉毅再上奏。晉武帝逼不得已，只好免去羊琇官職。

### 未至公輔
任司隸校尉六年後，劉毅於太康五年（284年）遷任尚書左僕射，任內提議廢除九品中正制，指九品中正制有八項損政的弊端，直指其「毀風敗俗，無益於化，古今之失，莫大於此」雖然劉毅上奏後獲得嘉獎的詔書，然而九品中正制始終都沒有被廢除。劉毅亦盡心於公事，可以整夜一直在處理公事，還一直坐到天亮等朝會開始，而言辭亦直率懇，不會退縮委婉，於是得到朝野敬仰。而即使妻子有過失亦不會徇私，立刻處罰。但因劉毅處事嚴苛剛正，故此未能升任三公。
太康六年（285年）劉毅以七十之齡告老，朝廷於是讓他以光祿大夫身份回府第退休，並賜行馬置於門前和百萬錢。及後司徒魏舒舉劉毅任青州大中正，任內公正衡量人們優劣，並由親貴的人開始進行貶評。同年，劉毅去世，晉武帝得知劉毅去世消息時就撫著椅机大驚，並悔恨沒有讓他活著時當上三公位，故此就追贈劉毅儀同三司。當時羽林左監王宮更曾上奏請晉武帝為沒有爵位的劉毅賜諡號，但晉武帝在經過議論後卻在眾人大多讚同王宮提議之下不作回應，亦沒有賜劉毅諡號。

## 軼事
起初向雄不與劉毅和吳奮交往，劉毅和吳奮擔任侍中時，向雄也擔任黃門侍郎。晉武帝知道向雄不結交的事情後，敕令向雄應恢復君臣的友好關係。向雄不得已，便拜見劉毅之後說：“受了詔命，君臣之義已絕，如何？”便離去。晉武帝聽說後怒問向雄，在向雄反駁下晉武帝才同意作罷。

## 子女
- 劉暾，劉毅子，正直有父風，官至右光祿大夫、領太子少傅。永嘉之亂時因與漢國將領王彌是同鄉而沒有被殺，更跟隨王彌，並勸王彌消滅石勒。最終在前往青州時被石勒部下所捕，並被石勒所殺。
- 劉總，劉毅子，好學且正直信實，過繼於叔父劉彪。
- 刘简训，荀岳之妻。

## 延伸阅读
[在维基数据编辑]
 《晉書/卷045》，出自房玄齡《晉書》